# Vokalensemble Brevis
Das Vokalensemble „Brevis“ ist ein Mädchenchor aus Osijek, Kroatien, der aus etwa 20 Mädchen im Alter von 17 bis 22 Jahren besteht. Alle Sängerinnen haben zuvor im Osijeker Kinderchor „Osječki Zumbići“ zu singen begonnen und entwickelten dort ihre Stimmen und ihre Gesangstechnik. Seit der Gründung wird der Chor von Antoaneta Radočaj-Jerković geleitet und von Korrepetitor Davor Dedić am Klavier begleitet.

## Geschichte
Das Vokalensemble „Brevis“ besteht aus den ehemaligen Mitgliedern des Kinderchores „Osječki Zumbići“, der im Jahre 1989 nach der Idee der Musikpädagogin Jelena Burić in Zusammenarbeit mit dem Institut für Schulwesen der Stadt Osijek gegründet wurde.
Anfangs wirkte der im Jahr 1995 gegründete Chor an der Musikschule „Franjo Kuhač“, danach im Rahmen der Gemeinschaft „Naša djeca“.
Am 21. Februar 1998 wurde der Jugendmusikverein „Polifonija“, ein selbstständiger, unprofitabler Verein für Kinder und Jugendliche, gegründet. „Polifonija“ zählt etwa 200 aktive Mitglieder, die nach Alter, Können und Erfahrung, in fünf Chöre eingeteilt sind. Das Vokalensemble „Brevis“ ist der älteste Chor dieses Vereines.

## Auftritte und Festivals
- Teilnahme an einem festlichen Weihnachtskonzert der Zagreber Philharmonie 2000
- Teilnahme am 21. Musikbiennale in Zagreb 2001.
- Aufführung der Kantate „Stabat mater“ von G. B. Pergolesi beim „Osijeker Kultursommer 2002“
- Teilnahme an der Realisation des Weihnachtskonzertes im Kroatischen Nationaltheater in Osijek sowie an der Wohltätigkeitsvorstellung „Weihnachten in Cibona“ 2002.
- Teilnahme am Internationalen Chorfestival in Budapest (Ungarn).
- Teilnahme am Festival „Le Mondial Choral Loto – Québec“, das jedes Jahr in Laval (Québec) in Kanada, stattfindet.
- Vorführung des Musikstückes „Mass of the Children“ von John Rutter, in Zusammenarbeit mit dem Philharmonischen Orchester „Pannon Philharmoniker – Pécs“ und dem „Gemischten akademischen Chor J. J. Strossmayer“

## Preise
| Jahr | Veranstaltung                                                                 | Preis |
| ---- | ----------------------------------------------------------------------------- | --- |
| 1995 | Tage der geistlichen Musik „Cro-patria“, Split                                | 3. Preis des Publikums und die Plakette „Bronzene Kathedrale“                                                        |
| 1996 | Der Staatswettbewerb der Chöre „Musikfest der kroatischen Jugend in Varaždin“ | Eine besondere Plakette „Töne der Tradition“ für die Ausführung der Komposition des Paters Bernard Sokol „Ave Maria“ |
| 1997 | Der Staatswettbewerb der Chöre „Musikfest der kroatischen Jugend in Varaždin“ | Silberplakette und der erste Platz                                                                                   |
| 1999 | Der Staatswettbewerb der Chöre „Musikfest der kroatischen Jugend in Varaždin“ | Goldplakette und der erste Platz in seiner Kategorie                                                                 |
| 2000 | Der Staatswettbewerb der Chöre „Musikfest der kroatischen Jugend in Varaždin“ | Goldplakette und der erste Platz in seiner Kategorie                                                                 |
| 2003 | Der Staatswettbewerb der Chöre „Musikfest der kroatischen Jugend in Varaždin“ | Goldplakette und der erste Platz in der Kategorie der Mädchenchöre                                                   |
| 2004 | Internationaler Chorwettbewerb in Schweden „Helsingborgschoir festival“       | Goldplakette und der erste Platz in der Kategorie der Mädchenchöre                                                   |
| 2005 | Internationaler Chorwettbewerb in Pécs (Ungarn)                               | Silberplakette und der erste Platz in der Kategorie der Mädchenchöre                                                 |
| 2006 | Der Chorwettbewerb WORLD CHOIR GAMES in Xiamen (China)                        | Goldmedaille in der Kategorie der gleichstimmigen Jugendchöre                                                        |

## Repertoire
Der Chor verfügt über ein Repertoire aus den Werken kroatischer, als auch Komponisten der Chormusik, von Barockmeistern bis zu modernen Komponisten. Der Chor pflegt gleichmäßig weltliche und geistliche Musik.

## Diskografie

### "Tri djevojke žito žele"
Izvorne narodne pjesme Hrvatske (Ursprüngliche Volkslieder Kroatiens)
Interpret: Vokalensemble “Brevis” in Zusammenarbeit mit dem Orchester der Tamburaschule “Batorek”
Dirigent: Antoaneta Radočaj-Jerković
Produzentin/Künstlerische Leiterin: Jelena Burić
Arrangements: Slavko Batorek
Aufgenommen: 1998 im Studio “Jingle”, Osijek
Impressum: Zagreb : Orfej, 1998.
Titelliste:
1. Savila se bijela loza vinova
2. Kolovođo materina rano
3. Tri djevojke
4. Lepa Anka kolo vodi
5. Višnjica je
6. Oj Savice
7. Teče teče bistra voda
8. I sretnuli smo puža
9. Meknite se
10. Lepe ti je
11. Pjevaj mi pjevaj
12. Tri sestrice mornarice
13. Vrbniče nad morem
14. Biseru Jadranskog mora
15. Vesela je Šokadija

## Leitung
Antoaneta Radočaj-Jerković, Dirigentin und künstlerische Leiterin des Chores, diplomierte Sologesang und Musikwissenschaft in Osijek und Zagreb. Seit 1995 ist sie als Dirigentin und künstlerische Leiterin in mehreren Chören tätig: Im Kinderchor „Osječki Zumbići“, im Kinderchor „Brevis“, im Vokalensemble „Brevis“, und seit 2004 im „Gemischten akademischen Chor J. J. Strossmayer“ der Kunstakademie in Osijek. Außerdem ist Antoaneta Radočaj-Jerković Professorin an der Kunstakademie in Osijek.
Davor Dedić, Korrepetitor des Chores, diplomierte Musikwissenschaft in Osijek. Seit 1995 ist er als Korrepetitor in den Chören „Osječki Zumbići“ und „Brevis“ tätig. Er nahm an Projekten des Kroatischen Nationaltheaters in Osijek und des Stadttheaters „Komedija“ in Zagreb teil. Zudem ist er Mitglied des Jazzorchesters der kroatischen Musikjugend.

## Zusammenarbeiten
Der Chor hat eine dauerhafte Zusammenarbeit mit der „Volksdeutschen Gemeinschaft der Donauschwaben“, der „Kroatischen Musikjugend Zagreb“, der „Matica hrvatska“, dem „Lions-Club Kroatien“, dem „Rotary Club Kroatien“ und sonstigen kulturellen Anstalten der Stadt Osijek. Es gibt auch eine Zusammenarbeit mit dem Kroatischen Nationaltheater in Osijek; Die Mitglieder des Chores treten im Rahmen der Zusammenarbeit in manchen Opernvorstellungen des Kroatischen Nationaltheaters in Osijek auf.